# Лаксанависит, Чурин
Чурин Лаксанависит (тайск. จุรินทร์ ลักษณวิศิษฎ์, кит. 林明利; род. 15 марта 1956, Тай Муанг, Пхангнга, Таиланд) — таиландский политический и государственный деятель, писатель китайского происхождения. Занимал посты заместителя премьер-министра Таиланда — министра торговли (2019—2023). Являлся председателем «Демократической партии» (2019—2023), ранее также занимал должности министра здравоохранения (2010—2011) и министра образования (2008—2010).

## Биография

### Ранние годы
Чурин Лаксанависит родился в районе Тай Муанг провинции Пхангнга. Начал учиться в начальной школе Сирират Виттая, а продолжил обучение в средней школе Суанкуларб Виттаялай. Затем получил степень бакалавра на факультете политологии Университет Таммасат и степень магистра государственного управления в Национальном институте управления развитием.

### Карьера
В правительстве Апхисита Ветчачивы получил должность министра образования в 59-м Совете министров. Согласно опросу общественного мнения, проведённому ABAC Poll относительно работы правительства, его работа была оценена в 7,28 балла из 10. Это считается удовлетворительным уровнем государственного управления.
Из-за отставки министра Виттая Кевпарадаи исполнительный комитет «Демократической партии» принял решение перевести Лаксанависита на должность министра здравоохранения.
В 2019 году он был избран лидером «Демократической партии» после отставки Апхисита Ветчачивы, который взял ответственность за неудачу на всеобщих выборов в Таиланде в 2019 году. Ранее Чурин Лаксанависит был заместителем лидера «Демократической партии» с 2003 года в течение 16 лет.
10 июля 2019 года Лаксанависит был назначен на должность заместителя премьер-министра Таиланда — министра торговли страны. Вечером 14 мая 2023 года после опубликования первых предварительных результатов парламентских выборов, Чурин Лаксанависит подал в отставку с должности председателя «Демократической партии», взяв на себя ответственность за провал.

## Личная жизнь
Когда он был студентом, писал политические карикатуры, используя псевдоним «UDDA» — это прозвище, которым часто называют его и сегодня. Кроме того, он также является автором книг о путешествиях в издательской группе Matichon Publishing Group, а также был репортёром газеты Matichon Newspaper.